# Promienni chłopcy
Promienni chłopcy, inny polski tytuł Słoneczni chłopcy (ang. The Sunshine Boys) – amerykański film komediowy z 1975 roku w reżyserii Herberta Rossa, zrealizowany na podstawie sztuki Neila Simona. Zdjęcia kręcono w Nowym Jorku.

## Fabuła
Po wielu latach niesnasek dwaj podstarzali komicy wodewilowi, niegdyś niezmiernie popularni, próbują wrócić na szczyt. Lewis i Clark postanawiają wystąpić razem w programie telewizyjnym. Okazuje się jednak, że dzielące ich spory nie dają o sobie zapomnieć.

## Obsada
- Walter Matthau – Willy Clark
- George Burns – Al Lewis
- Richard Benjamin – Ben Clark
- Jennifer Lee – Helen Clark
- Lee Meredith – pielęgniarka w skeczu
- Carol Arthur – Doris Green
- Rosetta LeNoire – Odessa
- F. Murray Abraham – mechanik
- Howard Hesseman – pan Walsh
- James Cranna – pan Schaeffer
- Fritz Feld – pan Gilbert[4]

## Nagrody i nominacje (wybrane)
Oscary za rok 1975
- Najlepszy aktor drugoplanowy – George Burns
- Najlepszy scenariusz adaptowany – Neil Simon (nominacja)
- Najlepsza scenografia i dekoracje wnętrz – Albert Brenner i Marvin March (nominacja)
- Najlepszy aktor – Walter Matthau (nominacja)

Złote Globy 1975
- Najlepsza komedia/musical
- Najlepszy aktor w komedii/musicalu – George Burns, Walter Matthau (ex aequo)
- Najlepszy aktor drugoplanowy – Richard Benjamin
- Najlepszy scenariusz – Neil Simon (nominacja)

Nagrody BAFTA 1976
- Najlepszy aktor – Walter Matthau (nominacja)
- Najlepszy scenariusz – Neil Simon (nominacja)